# John William Yerbury
Le lieutenant-colonel John William Yerbury FRES (1847-1927) est un officier de l'armée anglaise, membre de la société entomologique de Londres à partir de 1888.

## Biographie
Il a collecté en particulier les diptères dans les années 1880, durant son affectation à Trincomalee pour enrichir le Musée d'histoire naturelle de Londres.
Il a aussi collecté des reptiles et des batraciens dans la région d'Aden.
Il est l'auteur de plusieurs espèces de rongeurs du Moyen-Orient comme Gerbillus famulus, Gerbillus poecilops, Meriones rex...
Divers taxons lui sont dédiés, dont :
- Hemidactylus yerburyi Anderson, 1895
- Lycosa yerburyi Pocock, 1901
- Simulium yerburyi Edwards[5]
- Tetramorium yerbury Forel, 1902